# Galore - The Singles 1987-1997
Galore - The Singles 1987-1997 è una compilation di singoli della band inglese The Cure, uscita il 28 ottobre 1997, contenente tutti i singoli tratti dagli album Kiss Me Kiss Me Kiss Me, Disintegration, Mixed Up, Wish, Wild Mood Swings più un inedito, Wrong Number. L'album ha raggiunto la posizione 37 in Gran Bretagna e la 32 negli Stati Uniti d'America.

## Il video
Contemporaneamente al disco, è uscito in VHS Galore - The Videos, la collezione dei video promozionali per i singoli dell'album, tranne Strange Attraction, per il quale non è stato girato alcun video.

## Tracce
1. Why Can't I Be You? – 3:15
2. Catch – 2:46
3. Just Like Heaven (remix) – 3:32
4. Hot Hot Hot!!! (remix) – 3:35
5. Lullaby (remix) – 4:10
6. Fascination Street (remix) – 4:20
7. Lovesong (remix) – 3:29
8. Pictures of You (remix) – 4:48
9. Never Enough – 4:29
10. Close To Me (closest mix) – 4:22
11. High (single mix) – 3:33
12. Friday I'm in Love – 3:37
13. A Letter to Elise (single mix) – 4:20
14. The 13th (swing radio mix) – 4:17
15. Mint Car (radio mix) – 3:32
16. Strange Attraction – 4:21
17. Gone! (radio mix) – 4:28
18. Wrong Number – 6:02

## Singoli
- Wrong Number (novembre 1997). B-sides: Wrong Number (analogue exchange mix), Wrong Number (p2p mix), Wrong Number (crossed line mix), Wrong Number (isdn mix).